# 陆军第三镇
陆军第三镇，清朝末年军队现代化改革之后建立的新军之一，規模與現代軍事的师級部隊相等。于1904年组建，士兵主要来自山东、河南、安徽。原驻直隶保定。1906年跟随徐世昌任东三省总督，调防至吉林省吉林市、长春、宁安、延吉及奉天省锦州等处地。
该镇是袁世凯北洋系嫡系部队。在清朝時代指揮過該部隊的统制有段祺瑞、曹锟。第三鎮下辖第5协和第6协。辛亥革命時，第5协统领卢永祥，第6协统领陈文运。宣統二年（1911）辛亥革命後，第三鎮轉移至山西省，鎮壓在山西省新軍組織的革命政府。
中華民國成立后第三镇改名陆军第三师，調防北京，師長仍由曹锟擔任，在民國軍閥政治光譜中，第三師屬於直系軍閥中的曹锟系統部隊，在後來的軍閥戰爭中第三師所支持的鎮營多是和直系相關。民國元年（1912）2月29日，该部队第5协第9标率先发生“北京兵变”。由於此事件使袁世凱獲得足夠理由拒絕南下就任大總統，而留在北京任職。
民國五年（1916）護國戰爭爆發後，第三師由曹锟率領進入四川省企圖擊敗護國軍，作戰未有結果前袁世凱病死，洪憲帝制終結，第三師在戰後調回直隸省。民國七年（1918）吴佩孚升任师长、萧耀南任总参议。
民國十三年（1924）的第二次直奉戰爭中，因吳佩孚部隊遭到夾攻，最後直系戰敗，吳佩孚率領2千餘殘兵自天津南下，第三師也遭到奉系軍閥下令解散。
民國十五年（1926），吳佩孚復出，在河南省重建第三師，師長張席珍。此部隊因戰力不足，並沒有投入同年在湖北對抗國民革命軍之作戰，而是滯留在河南，民國十六年（1927）奉系軍閥進入河南後遭到張作霖收編，部隊遭到解編，張席珍北遁天津，就此退出軍界。
1904年，张绍曾曾任炮兵第三标标统。1906年，吴佩孚曾任炮兵第三标第一营管带。